# Athanase Seromba
Athanase Seromba, född 1963 i Rutziro i prefekturen Kibuye, är en rwandisk katolsk präst som på order av polischefen Fulgence Kayishema, gjort sig skyldig till folkmord 1994.
Vid det tillfället var Seromba präst i kyrkan i Nyange i Kibuyeprovinsen. Han var misstänkt för mordet på 2 000 tutsier som tog skydd i hans kyrka. Seromba betalade en man vid namn Anastase att rasera kyrkan med sin bulldozer. De som överlevde när kyrkan störtade samman blev skjutna av Seromba. Allt skedde i april 1994.
Seromba flydde från Rwanda och flyttade sedan till Florens, där han arbetade som präst i katolska kyrkan under det antagna namnet Anastasio Sumba Bura. Han angav sedan sig själv efter påtryckningar av chefsåklagaren Carla Del Ponte. Han dömdes sedan till 15 års fängelse av Internationella Rwandatribunalen 2006. Både Seramba och åklagaren överklagade och appellationskammaren dömde honom till fängelse på livstid.
Anastase erkände sin gärning och dömdes till fängelse på livstid. Han är fängslad i ett läger i Kibuye, byggt för 800 fångar men mycket överbelagt.